# Ronneburg (Hesse)
Pour les articles homonymes, voir Ronneburg.
Ronneburg est une municipalité allemande située dans le land de la Hesse et l'arrondissement de Main-Kinzig.

## Jumelage
- Castronno (Italie) depuis le 26 juillet 2015[1]

## Source, notes et références
- (de) Cet article est partiellement ou en totalité issu de l’article de Wikipédia en allemand intitulé « Ronneburg (Hessen) » (voir la liste des auteurs).

1. ↑  « Städtepartnerschaften » Site web de la commune de Ronneburg, consulté le 29 avril 2017.